# Napoleone Nani

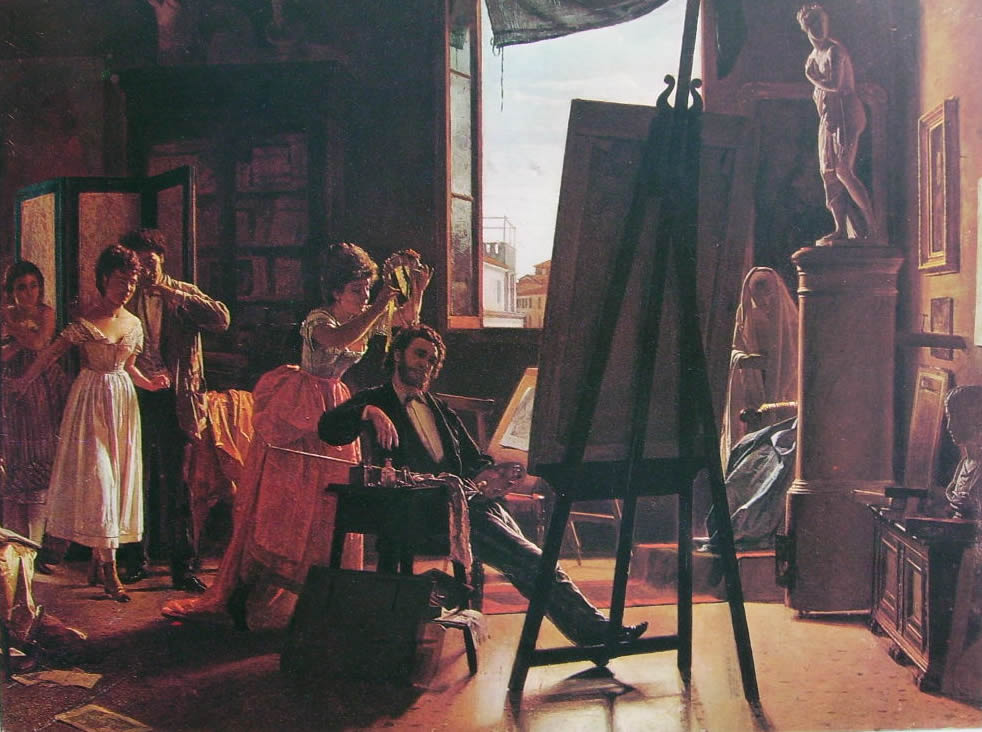
Der Lorbeerkranz

Napoleone Nani (* 18. Mai 1841 in Venedig; † 29. Januar 1899 ebenda) war ein italienischer Genremaler sowie Kunstpädagoge.
Er wurde als Sohn von Luigi Nani und Elisa Fortes geboren und in der Pfarrei S. Geremia getauft.
Nani studierte ab 1853 an der Accademia di belle arti di Venezia. Noch als Student erhielt er einige Preise.
1870 ließ er sich bei Santa Maria Gloriosa dei Frari nieder.  Als Nachfolger des verstorbenen Michelangelo Grigoletti wurde er zum außerordentlichen Professor für das Zeichnen der Figur an der Accademia di belle arti di Venezia berufen.
Auf der Wiener Weltausstellung 1873 debütierte er im Ausland. Er nahm an vielen Kunstausstellungen teil: 1874 in Genua, 1876 in Turin, 1877 in Neapel, 1881 und 1891 in Florenz, 1888 in Bologna, 1891 in Verona und an der Weltausstellung Paris 1889.
1898 nahm er an der großen Ausstellung der italienischen Kunst in Sankt Petersburg teil.
1874 zog er nach Verona, um die Accademia di belle arti Giambettino Cignaroli di Verona zu leiten. Er unterrichtete dort 25 Jahre lang und hatte begabte Schüler wie Angelo Dall’Oca Bianca und Alessandro Milesi.
Das Ende seines Lebens verbrachte er in seiner Heimatstadt Venedig.